# Gombrèn
Gombrèn település Spanyolországban, Girona tartományban. Gombrèn Planoles, Toses, Campelles, Campdevànol, Les Llosses, Sant Jaume de Frontanyà, La Pobla de Lillet és Castellar de n’Hug községekkel határos. Lakosainak száma 196 fő (2024).

## Népesség
A település népessége az elmúlt években az alábbi módon változott:
| Lakosok száma | 382  | 750  | 546  | 471  | 258  | 236  | 232  | 195  | 188  | 196  |
|               | 1717 | 1887 | 1936 | 1960 | 1986 | 2004 | 2009 | 2014 | 2019 | 2024 |